# Chaima Trabelsi
Chaima Trabelsi, née le 11 mars 1982, est une athlète tunisienne spécialiste de la marche athlétique. Elle remporte la médaille d'or du 20 km marche aux Jeux africains 2007 et 2011.

## Palmarès
| Date | Compétition                      | Lieu     | Résultat | Épreuve      |
| ---- | -------------------------------- | -------- | -------- | ------------ |
| 2007 | Jeux africains                   | Alger    | 1re      | 20 km marche |
| 2009 | Championnats d'Afrique de marche | Radès    | 1re      | 20 km marche |
| 2009 | Jeux de la Francophonie          | Beyrouth | 1re      | 10 km marche |
| 2011 | Jeux africains                   | Maputo   | 1re      | 20 km marche |